# Polemon notatus
Polemon notatus — вид отруйних змій родини земляних гадюк (Atractaspididae). Мешкає в Центральній Африці.

## Поширення і екологія
Polemon notatus мешкають в Камеруні, Габоні, Республіці Конго і Демократичній Республіці Конго і Центральноафриканській Республіці. Вони живуть в тропічних лісах і лісосаванах, на висоті від 10 до 1300 м над рівнем моря.